# Senggrong
Senggrong is een bestuurslaag in het regentschap Boyolali van de provincie Midden-Java, Indonesië. Senggrong telt 2447 inwoners (volkstelling 2010).